# 크라쿠프 현대미술관
크라쿠프 현대미술관(폴란드어: Muzeum Sztuki Współczesnej w Krakowie, MOCAK)은 폴란드 크라쿠프에 있는 현대미술관이다. 2011년 5월 19일에 개관했다. 도심에서 3킬로미터 떨어진 오스카르 쉰들러의 에나멜 공장의 철거된 부분에 위치하고 있다.